# زاج

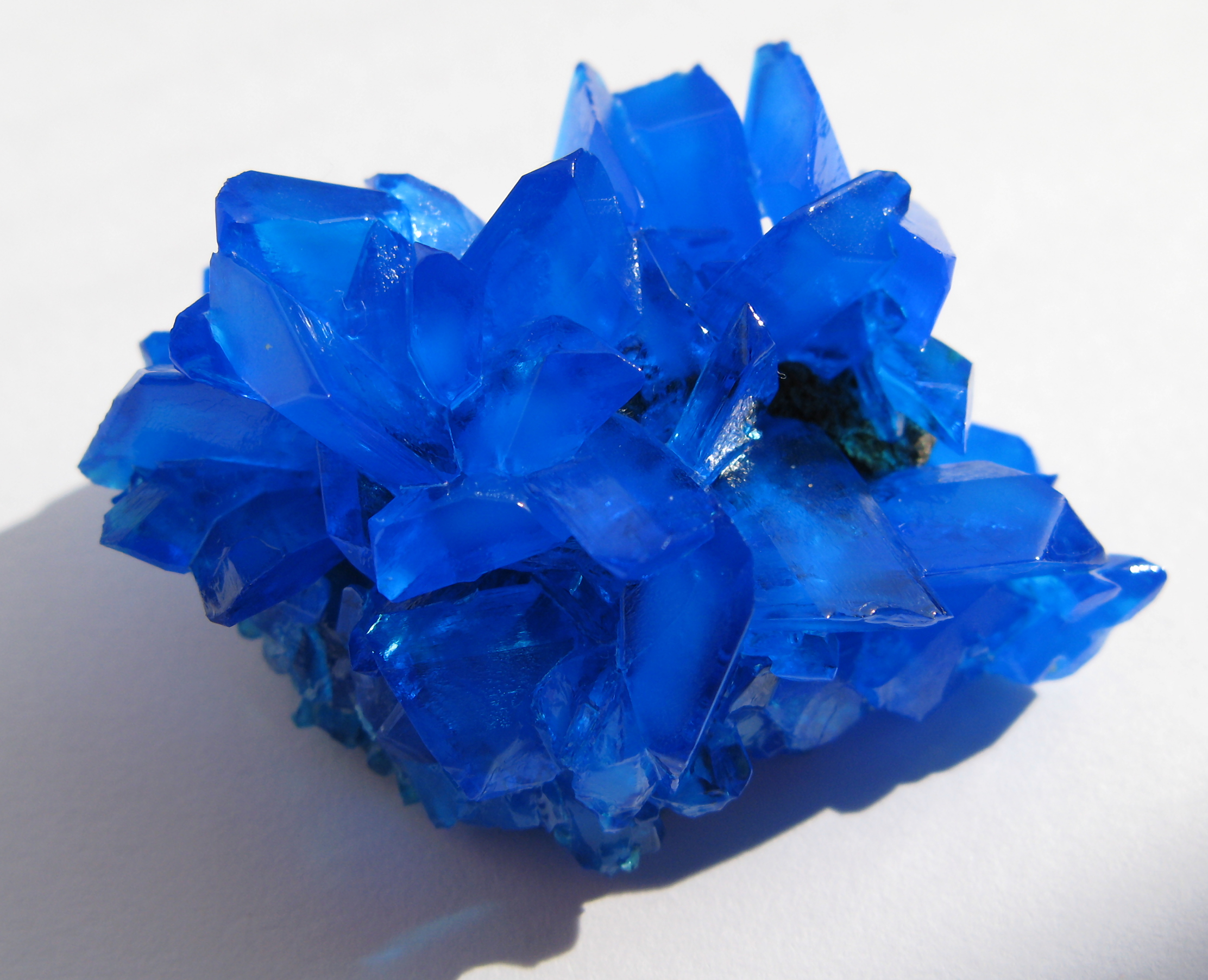
الزاج الأزرق، أو كبريتات النحاس

الزَّاجُ ((بالفارسية: زَاگ)، الجمع: زَاجَاتٌ) هو الاسم التاريخي العربي الذي كان يطلق على أملاح الكبريتات، وهي أملاح حمض الكبريتيك. كانت أملاح الزاج المختلفة معروفة عند العلماء العرب والكيميائيين العرب الذين يستخدمونها في تجاربهم، وكانوا يميزونها حسب الألوان.
أما زيت الزاج فهو الاسم القديم لحمض الكبريتيك المركز ، الذي أكتشفه الكيميائي جابر بن حيان (721-815 م) من خلال طريقة التقطير الجاف (الانحلال الحراري) للزجاج. استمر استخدام الاسم (الذي تم اختصاره إلى زاج)، لهذا السائل اللزج لفترة طويلة من الزمن بعد أن أصبحت المعادن تسمى «كبريتات».
الزاج مركب كيمياوي من معادن عدة تشمل الحديد والنحاس والزنك والكوبالت والنيكل والكروم والمنغنيز والمغنيزيوم والكادميوم واليورانيوم، وهي بلورات محبة للماء مظهرها زجاجي، تختلف مواصفاتها بحسب الشروط الفيزيائية والكيمياوية.
مادة الزاج مركب كيميائي معروف باسم كبريتات النحاس (II)، وصيغته الكيميائية (CuSO₄) والتي غالبا ما تكون في شكل بلورات زرقاء زاهية تعرف باسم الزاج الأزرق أو كبريتات النحاس الزرقاء.
وبالنظر الى الصيغة الكيميائية للزاج هو مركب يتكون من عنصر النحاس (Cu) والذي يعتبر عنصر أساسي في المركب، والكبريت (S) الذي يعتبر جزء من مجموعة الكبريتات (SO₄)، والأكسجين (O) الذي يتحد مع الكبريت لتكوين مجموعة الكبريتات وأخيرا عنصر الماء (H₂O) حيث تتحد بلورات الزاج عادة ما تحتوي على خمسة جزيئات من الماء، لذلك الصيغة الكاملة للمركب هي CuSO₄·5H₂O.
احتل الزاج مكانة مهمة في علوم الكيمياء والمعادن على المستويين النظري والتطبيقي، وورد ذكره في حضارات الرافدين، ووجدت تماثيل معدنية عالية الجودة والتقنية وقد طلي بعضها به في العصر البابلي وفي مواقع السومريين، ووجدت قطع مزخرفة من الطوب المزجج والخزف المطلي بالميناء في نينوى تعود إلى نحو 3000سنة ق.م، وذكر في نقوش ألواح مكتبة السريان ضمن جدول المعادن والأملاح، واستخدمه قدماء المصريين في تحضير مواد التحنيط، وعرف العرب والصينيون والهنود القدماء استخدامه في تنقية الذهب.

## استخدامات مادة الزاج
استخدامات مادة الزاج لها مجموعة واسعة من الاستخدامات في مختلف المجالات فمثلا في الزراعة تستخدم كمبيد للفطريات في المحاصيل الزراعية، وتستعمل كمضاف للتربة لتحسين نمو النباتات، أما في مجال الصناعة تستخدم في صناعة الأصباغ والأحبار، وفي معالجة الأخشاب لمنع التعفن، وفي مجال المختبرات الكيميائية تستخدم كمادة مختبرة في تفاعلات كيميائية وتحليلية تعمل على تسريع التفاعلات الكيميائية حيث تعتبر مادة محفزة للتفاعل الكيميائي وتهيئ الظروف لنجاح التفاعل الكيميائي بشكل سريع.
كما ويستخدم الزاج في معالجة المياه حيث له فعالية عالية في إزالة الطحالب والبكتيريا المضرة التي يمكن أن تكون قد ترسبت في الماء، وله أهمية كبيرة في العملية التعليمية حيث يستخدم كمادة مخبرية في التجارب التعليمية لعرض التفاعلات الكيميائية المعينة التي يجريها الطلاب في المختبر والتي يكون لها تأثير في التعرف على كيفية إجراء التفاعلات الكيميائية والحصول على المواد اللازمة من كل تفاعل حيث أنها تعتبر من المواد الآمنة التي تستخدم في المختبر بشكل كبير وتعمل على تسريع التفاعلات الكيميائية. إن تاريخ اكتشاف مادة الزاج يعود الى العصور القديمة حيث لم يتم تحديد مكتشف محدد لمادة الزاج ولكن هناك سجلات تشير الى أن المصريين القدماء والرومان استخدموا مركبات النحاس في العلاجات الطبية وصبغ الأقمشة وتطورت طرق استخلاص النحاس والكبريتات وتحضير الزاج، مما جعله متاحا بشكل أكبر في العصور الوسطى وأوائل العصر الحديث، كما استخدم الكيميائيون القدماء مثل جابر بن حيان في العالم الإسلامي، ومجموعة من العلماء الأوروبيين في العصور الوسطى، وعمليات التبخير والتكثيف لتحضير الزاج من خامات النحاس والكبريت حيث تطورت تقنيات الانتاج بمرور الوقت لتشمل التحليل الكهربائي واستخدام حمض الكبريتيك لإنتاج كبريتات النحاس واستخدامه في التفاعلات الكيميائية المختلفة.
تعتبر مادة الزاج أو كبريتات النحاس بأنها مركب كيميائي ذو استخدامات متعددة في الزراعة والصناعة والمختبرات والتعليم حيث تم اكتشافها واستخدامها يعود الى العصور القديمة حيث استخدمت لأغراض طبية وصبغ الأقمشة، وتطورت بشكل كبير تقنيات انتاجها عبر الزمن لتصبح جزءا مهما في العديد من الصناعات والتطبيقات الحديثة والتي تستخدم في العديد من الأنشطة التي لها أثر إيجابي في الحياة العملية للإنسان وفي الصناعات المختلفة والمتعددة والتي لها أثر مهم في العملية الإنتاجية التي يمكن من خلالها انتاج المواد المختلفة التي تعمل على تطوير حياة الإنسان وتعزيز قدراته الصناعية والانتاجية الأمر الذي ساهم في بناء الحضارة الإنسانية على مر العصور.

## الأنواع
توجد العديد من أنواع الزاج (باللاتينية: Vitreoleum) مثل:
| النوع                                                     | المركب الكيميائي                       | الصيغة الكيميائية              |
| --------------------------------------------------------- | -------------------------------------- | ------------------------------ |
| الزاج الأسود أو الزَّاجُ العِرَاقِيُّ أو زَاجُ الأَسَاكِفَةِ أو الشحيرة  | كبريتات الحديد الثنائي وكبريتيد الحديد | [Cu,Mg,Fe,Mn,Co,Ni]SO4·7H2O[B] |
| الزاج الأزرق \| الزاج القبرصي \| الزاج الروماني           | كبريتات النحاس الثنائي                 | CuSO4·5H2O                     |
| الزاج الأخضر أو القَلْقَنْد أو القَلْقَنْت أو القَلْقَنْدُون أو المَشِيق | كبريتات الحديد الثنائي                 | FeSO4·7H2O                     |
| روح الزاج أو زيت الزاج                                    | حمض الكبريتيك                          | H2SO4                          |
| الزاج الأحمر أو الزَّاج السُورِيّ                              | كبريتات الكوبالت الثنائي               | CoSO4·7H2O                     |
| زيت الزاج الحلو                                           | ثنائي إيثيل الإيثر                     | CH3-CH2-O-CH2-CH3              |
| زاج الطين                                                 | كبريتات الألومنيوم                     | Al2(SO4)3                      |
| الزاج الأصفر أو الزَّاجُ الرُّومِيّ أو القلقطار                  | كبريتات الحديد الثلاثي                 | Fe2(SO4)3                      |
| الزاج الأبيض                                              | كبريتات الزنك                          | ZnSO4·7H2O                     |

## اقرأ أيضاً
- كبريتات